# サイド・エフェクト (映画)
『サイド・エフェクト』（原題: Side Effects ）は、2013年のアメリカ合衆国のサイコスリラー映画。スティーヴン・ソダーバーグ監督、スコット・Z・バーンズ脚本、出演はジュード・ロウ、ルーニー・マーラ、キャサリン・ゼタ＝ジョーンズ、チャニング・テイタム他。抗うつ薬を処方された若い女性に襲いかかる副作用（サイド・エフェクト）が描かれる。

## ストーリー
うつ病を患っていたエミリーは、精神科医のバンクスが処方した新薬の副作用で発症した夢遊病で夫を殺害する。医師として社会的信頼を失ったバンクスは、新薬やエミリーの周辺について独自に調査を開始すると、隠された衝撃的な真実にたどりつく。

## キャスト
※括弧内は日本語吹替
- ジョナサン・バンクス博士 - ジュード・ロウ（森川智之）
- エミリー・テイラー - ルーニー・マーラ（小林沙苗）
- ヴィクトリア・シーバート博士 - キャサリン・ゼタ＝ジョーンズ（深見梨加）
- マーティン・テイラー - チャニング・テイタム（前田一世）
- ディアドラ・バンクス - ヴィネッサ・ショウ[5]（恒松あゆみ）
- マーティンの母親 - アン・ダウド
- エミリーの上司 - ポリー・ドレイパー（宮寺智子）
- カール・ミルバンク - デヴィッド・コスタビル（尾花かんじ）
- ケイラ・ミルバンク - メイミー・ガマー（片貝薫）
- バンクスの上司 - フランシス・フリードマン（魚建）
- エズラ・バンクス - ミッチェル・ミハリシン（白石涼子）
- エミリーの弁護士 - シェイラ・タピア（根本圭子）
- その他の日本語吹き替え‐金光宣明／田尻浩章／衣鳩志野／塩谷綾子／竹内絢子／櫻井トオル

- 日本語版制作スタッフ 演出：麦島哲也 翻訳：井村千瑞 監修：Azby Brown 制作：HALF H･P STUDI

当初は主役としてブレイク・ライヴリーがキャスティングされたが、のちにルーニー・マーラへ変更された。ヴィクトリア役のキャサリン・ゼタ＝ジョーンズとソダーバーグのコラボレーションは、『トラフィック』（2000年）、『オーシャンズ12』（2004年）に次いで3作品目である。

## 製作
当初の表題は『The Bitter Pill 』で、スティーヴン・ソダーバーグが監督、スコット・Z・バーンズが脚本、ロレンツォ・ディ・ボナヴェンチュラとグレゴリー・ジェイコブズとバーンズがプロデューサーを務めた。2012年1月に、アナプルナ・ピクチャーズが製作することが報じられた。数週間後にアナプルナはプロジェクトから降り、エンドゲーム・エンターテインメントが出資することとなった。
主要撮影は2012年4月5日にニューヨークで開始され、撮影現場の写真は4月10日に公開された。

## 音楽
映画音楽はトーマス・ニューマンが作曲し、2013年3月5日にヴァレーズ・サラバンド・レコーズからスコア盤が発売された。
| 全作曲: トーマス・ニューマン。 |                                                            |      |                      |      |
| #                              | タイトル                                                   | 作詞 | 作曲・編曲           | 時間 |
| 1.                             | 「Acute Parasomnia」                                       |      | トーマス・ニューマン | 0:41 |
| 2.                             | 「Very Sick Girl (Main Title)」                            |      | トーマス・ニューマン | 2:25 |
| 3.                             | 「Houston Free Meds」                                      |      | トーマス・ニューマン | 2:22 |
| 4.                             | 「Relativity」                                             |      | トーマス・ニューマン | 1:22 |
| 5.                             | 「Past Behaviour」                                         |      | トーマス・ニューマン | 1:28 |
| 6.                             | 「Another Acquittal」                                      |      | トーマス・ニューマン | 3:27 |
| 7.                             | 「Knife」                                                  |      | トーマス・ニューマン | 1:20 |
| 8.                             | 「Hopelessness」                                           |      | トーマス・ニューマン | 1:22 |
| 9.                             | 「Allison Finn」                                           |      | トーマス・ニューマン | 2:27 |
| 10.                            | 「Dark & Stormy」                                          |      | トーマス・ニューマン | 1:10 |
| 11.                            | 「Poisonous Fog」                                          |      | トーマス・ニューマン | 2:29 |
| 12.                            | 「Salt Water」                                             |      | トーマス・ニューマン | 2:00 |
| 13.                            | 「Conduct Review」                                         |      | トーマス・ニューマン | 2:09 |
| 14.                            | 「Double Jeopardy」                                        |      | トーマス・ニューマン | 0:46 |
| 15.                            | 「Malingering」                                            |      | トーマス・ニューマン | 5:42 |
| 16.                            | 「St. Luke’s」                                             |      | トーマス・ニューマン | 1:23 |
| 17.                            | 「Take Back Tomorrow (End Title)」                         |      | トーマス・ニューマン | 2:21 |
| 18.                            | 「The Forgotten People」(歌: ジーベリー・コーポレーション) |      | トーマス・ニューマン | 3:12 |

## 公開
『The Bitter Pill 』はオープン・ロード・フィルムズで公開されることが、2012年1月に発表された。のちに表題は『Side Effects 』に変更され、11月に予告編が公開された。2013年2月に第63回ベルリン国際映画祭のコンペティション部門で上映された。
北米では公開週末3日間で約1000万ドルを売り上げて3位となった。

## 批評家の反応
2013年6月7日時点で、Rotten Tomatoes では195件の批評家レビューで支持率は83%となっている 。Metacritic では39件のレビューで加重平均値は75/100となった。
『Honey Cutts Hollywood 』のカーク・ハニーカットは「ポストモダン・ヒッチコック・スリラー」と評し、ストーリーについて「インクレディブル」と賞賛した。『タイム』のリチャード・コーリスは監督と脚本家を賞賛し、『白い恐怖』、『間違えられた男』、『めまい』、『マーニー』との類似点を挙げ、『愛のメモリー』、『殺しのドレス』、『レイジング・ケイン』、『パッション』のようなヒッチコック・トリビュート映画だと述べた。